# Don't Bring Me Down
Singles de Electric Light Orchestra
The Diary of Horace Wimp
(1979) Confusion / Last Train to London
(1979)
Pistes de Discovery
Wishing
Don't Bring Me Down est une chanson d'Electric Light Orchestra tirée de l'album Discovery, sorti en 1979. Elle est également parue en single, avec Dreaming of 4000 en face B. Ce single se classa 3e au Royaume-Uni et 4e aux États-Unis, les meilleurs classements atteints par le groupe à cette date.

## Réutilisations notables
- Renault a utilisé la chanson en 1995 pour deux publicités télévisées mettant en scène Naomi Campbell.
- Cette chanson figure dans la bande sonore des films Donnie Brasco de Mike Newell (1996) avec Johnny Depp, Super 8 de J. J. Abrams (2011), Paul de Greg Mottola (2011), et Attack of La Niña (2011).
- La chanson figure dans la bande-son de l'épisode 10 (L.I.N.D.A.) de la saison 2 de Dr. Who (2e série).
- On l'entend également dans le jeu vidéo de hockey sur glace NHL 12 (EA Sports, 2011).
- La veille du retour sur terre de la mission STS-78 de la navette spatiale Columbia, le centre de contrôle au sol a diffusé Don't Bring Me Down aux astronautes pour leur réveil. Ces appels musicaux sont habituels et remontent au moins au Programme Apollo. D'autres chansons de ELO ont par la suite été diffusées dans de telles occasions : Mr. Blue Sky le 10 août 2007 durant la mission STS-118, Hold on Tight le 27 novembre 2008 durant la mission STS-126, et à nouveau Mr. Blue Sky durant la mission STS-135[2], qui fut le dernier vol d'une navette spatiale.

## Classements
| Classement (1979-1980)                 | Meilleure position |
| -------------------------------------- | ------------------ |
| Afrique du Sud (Radio Springbok)       | 9                  |
| Allemagne (Media Control AG)           | 5                  |
| Australie (Kent Music Report)          | 6                  |
| Autriche (Ö3 Austria Top 40)           | 2                  |
| Belgique (Flandre Ultratop 50 Singles) | 5                  |
| Belgique (Flandre VRT Top 30)          | 6                  |
| Canada (CHUM)                          | 2                  |
| Canada (RPM 100 Singles)               | 1                  |
| Espagne (AFYVE)                        | 10                 |
| États-Unis (Billboard Hot 100)         | 4                  |
| États-Unis (Cash Box)                  | 4                  |
| États-Unis (Record World)              | 3                  |
| France (SNEP)                          | 44                 |
| Irlande (IRMA)                         | 6                  |
| Nouvelle-Zélande (RMNZ)                | 6                  |
| Pays-Bas (Nederlandse Top 40)          | 5                  |
| Pays-Bas (Single Top 100)              | 5                  |
| Royaume-Uni (UK Singles Chart)         | 3                  |
| Suisse (Schweizer Hitparade)           | 2                  |